# Novo doba (televizijska serija)
Novo doba je hrvatska televizijska mini-serija koju je 2002. producirala i na svom programu originalno prikazala Hrvatska radiotelevizija. Radnja je bila smještena u Split i pratila pustolovine članova redakcije dnevnog lista Novo doba, prikazujući na satirički način javni život u Hrvatskoj početkom 21. vijeka. Autori scenarija - Renato Baretić, Ivica Ivanišević i Ante Tomić - su Novo doba osmislili po uzoru na Slobodnu Dalmaciju gdje su radili kao novinari. Režiju je potpisao Hrvoje Hribar, a u glumačkoj ekipi su se uz profesionalne glumce našle i neke splitske javne ličnosti.

## Glumačka postava

### Glavna glumačka postava
| Glumac/glumica     | Lik                 |
| ------------------ | ------------------- |
| Mustafa Nadarević  | Petar Strukan       |
| Milan Štrljić      | Lešić               |
| Ksenija Pajić      | Linda               |
| Lucija Šerbedžija  | Sandra Matošić      |
| Žarko Radić        | Kuzmić              |
| Bruna Bebić-Tudor  | Maca                |
| Milan Pleština     | Ante                |
| Špiro Guberina     | Lektor              |
| Ante Čedo Martinić | Mile Pavičić        |
| Joško Lokas        | Robert "Robi" Dorić |
| Leon Lučev         | Joško               |

## Pregled serije
| 1. | "Živi zid"              | 24. veljače 2002. |
| Proljeće 2002. donosi burno razdoblje u redakciji regionalnog dnevnika Novo doba. Na groblju automobila u bespravnom naselju ukazat će se Gospa. Policijski doušnik izgubit će život, pokušavajući izvući dvostruku zaradu iz jedne prljave ucjene. Centarfor slavne hrvatske reprezentacije zateći će se s bijelim prahom. Bijesni mesar pokušat će dinamitom dići redakciju u zrak, a štićenici psihijatrijske klinike pobjeći će u čarobnu splitsku noć. Novinari Novog doba sudjeluju u tim zbivanjima pišući istine i laži, pomažući drugima, malo sebi. Za njihove intimne probleme, pomoći nema niotkuda. |                         |                   |
| 2. | "Gola maja"             | 3. ožujka 2002.   |
| Troje ih je u priči: djevojka na igli i dvojica tajkuna, jedan je stigao iz Švedske, a drugi se izdigao iz lokalnog podzemlja. Svi ovise o planovima bivšeg policijskog inspektora Zeca, čovjeka kojem je opasno povjerovati. Da bi se privatizirao jedan pogon, Maja se mora odlučiti. Zec je zavlači, a tajkun Cvitan tvrdi da je on zapravo njezin otac, dok gazda Kovač povlači poteze iz sjene. Urednik crne kronike Lešić pokušava pridobiti Cvitana koristeći zajedničku prošlost, njih dvojica su bili gimnazijski prijatelji, a sad se nadmudruju u igri u kojoj svi gube. Cvitanovoj kćeri neobičnim se čini Lešićeva bliskost s njezinom majkom Lindom, ženom koja u Lešićev život unosi sve više nemira. Brak joj je olupina, a on izgubljeni planet. Jesu li Lešić i Linda ipak suđeni jedno drugom, kao luzerski par stoljeća? Zabrinuta Sandra (L. Šerbedžija) povlači se i čeka da Lešić zacijeli. Ruši se jugo. U Split stiže bura. |                         |                   |
| 3. | "Čudo"                  | 10. ožujka 2002.  |
| Profesionalni stres ili prezahvalna ljubavnica? Slavni centarfor pretjeruje s kokainom. Novinar pripravnik Joško slučajno ugleda Zdenka kako pada u kokainsku komu za šankom diskokluba. Vijest dana? Mogući kraj uspješne karijere? Objaviti to u Novom dobu nije lako, riječ je o nacionalnoj svetinji i ponosu grada. Joško mora učiniti mnogo toga prije nego što može objaviti tek desetak redaka. Pomaže mu njegov prijatelj, fotograf Robi, a urednik sportske rubrike i utjecajne strukture kluba čine sve da mu plan propadne. Kada se vijest ipak objavi, njezin učinak više govori o današnjici nego što bi to jučer bilo moguće. Joško je prisiljen birati između novinarskih uvjerenja i osobnog života. Sandra, Linda i Lešić nalaze se usred emotivne zbrke, a urednik Strukan sa suradnicima slavi godišnjicu braka. Robijev pokušaj zavodničke akcije propada. Gospodin i gospođa Strukan, čini se, jedini u tom društvu imaju uredan seksualni život. |                         |                   |
| 4. | "Svinjarije"            | 17. ožujka 2002.  |
| Tko se krije iza inicijala regionalnog dopisnika M. B. S.? Za Filipa Gudića, prerađivača mesa iz Smiljeva, to je pitanje života. Uvrijeđen klevetničkim napisom, odlučuje sve riskirati, čast ili propast, osveta ili smrt, ništa nije isključeno. Gudićevo iznenadno pojavljivanje u redakciji u početku zabavlja novinare, sve dok ne shvate da je stigao s balonerom ispod kojeg skriva dinamit. Otrovane kobasice, smrt u pakiranju, sve to vodi do početka velike talačke krize. Redakcija Novog doba pretvara se u poprište sukoba. Strukan pokušava riješiti situaciju psihološkim pristupom, no pitanje ostaje isto: tko je zapravo Filip Gudić i je li riječ o žrtvi ili o krivcu? Svi u redakciji na svoj se način uključuju: portir ima prijatelja provalnika, Anita Pleština zna sve o obiteljskim tajnama, a svaki od elemenata postaje dio talačke igre. Zatečeni novinari shvaćaju da su granice između fikcije i stvarnosti sve tanje. Tajnica Maca postaje neobično tiha, fotograf Robi pokazuje se kao pouzdan saveznik, dok Sandra, Linda i Lešić dijele istu misao: Nek’ nas smrt ne rastavi. |                         |                   |
| 5. | "Ta divna splitska noć" | 24. ožujka 2002.  |
| Za mjesto hrvatsko-talijanskog susreta na vrhu izabran je Split, biser Jadrana. No dani slave su prošli. Ugledna lokalna umobolnica više to nije, dr. Vuković je na rubu očaja, uvjeti smještaja i osiguranja su u rasulu. Lešićeve mjere sigurnosti također popuštaju, očaran je Lindom i planira s njom provesti večer na predsjedničkom balu. Kad padne noć, a orkestar u Vili Dalmacija zasvira prvu sambu, dvojica dječaka i vojnih simulanta uspijevaju sakriti noćni bijeg štićenika klinike. Za sigurnost predsjedničkog skupa zadužen je Šimleša, županijski šef policije, koji zna za šunjanje sumnjivog terorista Gudića. Na balu izrasta sukob s Jagodom, inicijatoricom narodnih poslovica. Sve kulminira u trenutku kad svijet saznaje da su u Splitu prodrli potomci Mussolinijevih sljedbenika, umobolni marširaju gradom. Dok se sve događa u krivom trenutku, Lešić ne zna da je Sandra zbog ozbiljnih razloga odlučila otići. Jutro nakon, Lešić se mora suočiti s istinom. Kako će sve završiti?                                                                                              |                         |                   |

## Vanjske poveznice
- Novo doba u internetskoj bazi filmova IMDb-a